# Notaeolidia gigas
Notaeolidia gigas Eliot, 1905 è un mollusco nudibranchio della famiglia Notaeolidiidae endemico dell'Antartide.

## Distribuzione e habitat
La speciè è stata ritrovata nella penisola Antartica e in diverse isole sub-antartiche tra cui le Orcadi Meridionali e le Shetland Meridionali, dai 3 ai 50 metri di profondità.